# Anabantidae

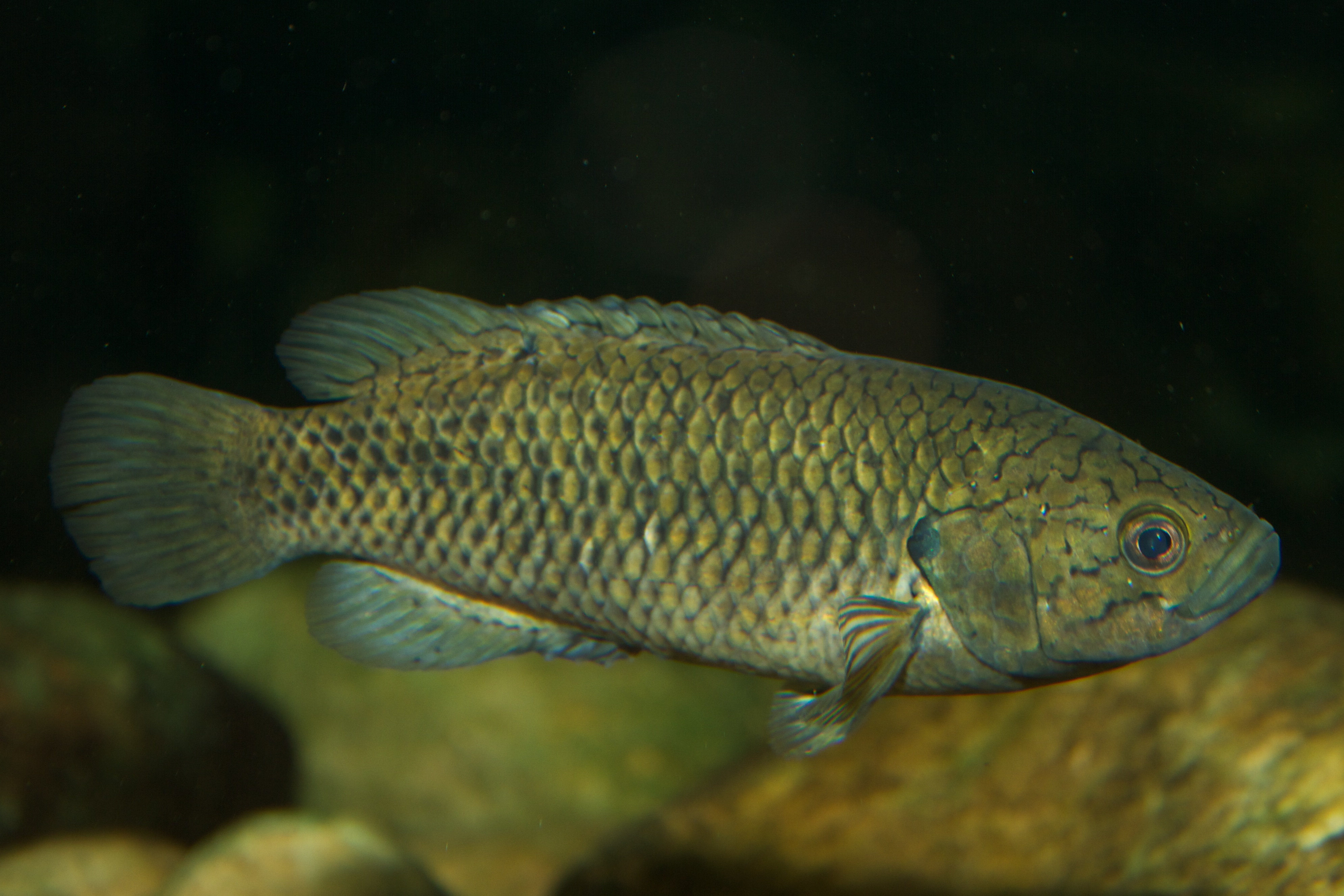
Sandelia capensis

Los anabántidos (Anabantidae) son una familia de peces de río perteneciente al orden Perciformes. Clasificaciones antiguas consideraban esta familia más grande, pues incluían a todas las especies del suborden Anabantoidei dentro de Anabantidae.
Su nombre procede del griego anabas, que significa escalar. Aparecen por primera vez en el registro fósil durante el Terciario.

## Hábitat natural
Habitan tanto en ríos y lagos, más raramente en estuarios de agua salobre. Se distribuyen por las cuencas fluviales de todo el océano Índico, desde el este de África (Ctenopoma y Microctenopoma), pasando por la India hasta Filipinas (Sandelia y Anabas).

## Morfología y comportamiento
Son peces de pequeño a mediano tamaño, con dientes cónicos en la mandíbula, con una boca relativamente grande y una mandíbula superior ligeramente protráctil.
Varias especies presentan un comportamiento peculiar, pues son capaces de arrastrarse largas distancias sobre tierra, respirando del aire mediante un órgano especial de este grupo de peces, llamado órgano laberinto.

## Usos
Su importancia económica se vincula al acuarismo, aunque el género Anabas es pescado para el consumo humano.

## Taxonomía
Existen unas 33 especies agrupadas en cuatro géneros:
- Género Anabas (Cloquet, 1816)
  - Anabas cobojius (F. Hamilton, 1822)
  - Anabas testudineus (Bloch, 1792)
- Género Ctenopoma (Peters, 1844)
  - Ctenopoma acutirostre (Pellegrin, 1899)
  - Ctenopoma argentoventer (C. G. E. Ahl, 1922)
  - Ctenopoma ashbysmithi (Banister & R. G. Bailey), 1979
  - Ctenopoma gabonense (Günther, 1896)
  - Ctenopoma garuanum (C. G. E. Ahl, 1927)
  - Ctenopoma houyi (C. G. E. Ahl, 1927)
  - Ctenopoma kingsleyae Günther, 1896
  - Ctenopoma maculatum Thominot, 1886
  - Ctenopoma multispine W. K. H. Peters, 1844 (
  - Ctenopoma muriei (Boulenger, 1906)
  - Ctenopoma nebulosum S. M. Norris & Teugels, 1990
  - Ctenopoma nigropannosum Reichenow, 1875
  - Ctenopoma ocellatum Pellegrin, 1899
  - Ctenopoma pellegrini (Boulenger, 1902)
  - Ctenopoma petherici Günther, 1864
  - Ctenopoma riggenbachi (C. G. E. Ahl, 1927)
  - Ctenopoma togoensis (C. G. E. Ahl, 1928)
  - Ctenopoma weeksii Boulenger, 1896
- Género Microctenopoma (Norris, 1995)
  - Microctenopoma ansorgii (Boulenger, 1912)
  - Microctenopoma congicum (Boulenger, 1887)
  - Microctenopoma damasi (Poll & Damas, 1939)
  - Microctenopoma fasciolatum (Boulenger, 1899)
  - Microctenopoma intermedium (Pellegrin, 1920)
  - Microctenopoma lineatum (Nichols, 1923)
  - Microctenopoma milleri (S. M. Norris & M. E. Douglas, 1991)
  - Microctenopoma nanum (Günther, 1896)
  - Microctenopoma nigricans (S. M. Norris, 1995)
  - Microctenopoma ocellifer (Nichols, 1928)
  - Microctenopoma pekkolai (Rendahl (de), 1935)
  - Microctenopoma uelense (S. M. Norris & M. E. Douglas, 1995)
- Género Sandelia (Castelnau, 1861)
  - Sandelia bainsii (Castelnau, 1861)
  - Sandelia capensis (G. Cuvier, 1829)